# کریسمس سفید (مجموعه تلویزیونی)
کریسمس سفید (کره‌ای: 화이트 크리스마스) یک مجموعه تلویزیونی کره جنوبی سال ۲۰۱۱ با بازی کیم سانگ-کیونگ، بک سونگ هیون، کیم یونگ-کوانگ، لی سوهیوک، کواک جونگ ووک، هونگ جونگ هیون، ایسوم، کیم وو-بین، سونگ جون، جونگ سوک وون و لی ال است. این مجموعه به نویسندگی پارک یون سون و به کارگردانی کیم یونگ سو، به عنوان بخشی از مجموعه درامای ویژه از شبکه کی‌بی‌اس۲ از ۳۰ ژانویه تا ۲۰ مارس ۲۰۱۱، یکشنبه‌ها ساعت ۲۳:۱۵ (کی‌اس‌تی) برای ۸ قسمت پخش شد.